# Androsace wardii
Androsace wardii là một loài thực vật có hoa trong họ Anh thảo. Loài này được W.W.Sm. mô tả khoa học đầu tiên năm 1913.